# Faylan

## Biografia
Masami Seki, profissionalmente conhecida como Faylan (飛蘭, Feiran, nascida em 8 de Maio de 1982 em Saitama) é uma cantora e compositora japonesa afiliada à agência S, administrada pela cantora veterana Hiromi Satou e sua gravadora é a Lantis. Faylan é conhecida por ter suas músicas em muitos animes e jogos.

Seu nome de palco foi dado pelo compositor Noriyasu Agematsu. Em uma entrevista, Faylan fala sobre o significado:
"Significa voar alto e dançar como as orquídeas." 
Ela é chamada carinhosamente de "Feinyan" por seus fãs. Em 2024, Faylan confirmou pelas redes sociais o seu nome "Masami". Em sites que creditam a autoria de suas músicas, seu sobrenome está listado como "Seki".
Antes de iniciar sua carreira, ela estudou dança pela Okinawa Actors School International Tokyo e canto pela Muse Music School. Como visto no episódio 20 do programa RUN RUN LAN!, de 2009, seu hobby é caligrafia e ela é instrutora certificada, podendo abrir seu próprio estúdio e foi graças à caligrafia que ingressou na universidade. Faylan também gosta muito de dançar, às vezes coreografando suas músicas. Também já fez aulas de jazz, sapateado e piano. Ela gosta muito de bebidas alcoólicas (principalmente saquê, makgeolli, cerveja e vinho tinto), chocolates, pães, carnes, comida apimentada e, principalmente, coentro.
Faylan estreou como cantora em 2002 com a música Endless Sorrow pelo nome de palco MASAMI. Em 2005, ela cantou uma música para a adaptação em jogo de Girls Bravo, Just believe in love. Durante seu tempo independente, ela trabalhou como cantora de doujin e lançou músicas através do Comiket. Ela lançou um single, Gekka no Rasen, em 2007 sob a gravadora Hobi Records,[carece de fontes?] antes de ser recrutada pela Lantis . Seu primeiro single com Lantis foi "mind as Judgment" em 2009. Desde então, todos os seus CDs foram lançados pela Lantis. Ela também assinou contrato com a Sony Music Artists . Algumas de suas canções foram usadas como temas para algumas séries de anime, incluindo Canaan, Diário do Futuro, Mobile Suit Gundam AGE e BlazBlue Alter Memory. Vários jogos da série BlazBlue também usaram músicas que ela interpretou. Em 2009, Faylan contribuiu para um cover da música " Imagine (canção de John Lennon)" em um grupo chamado "Anisong All-Stars" para combater a fome mundial.
Além de atuar como artista solo, ela já participou do grupo LR Harmony, composto por ela, Sayaka Sasaki, Miyuki Hashimoto, Aki Misato, yozuca* e rino. O grupo se apresentou no TYPE-MOON Fes. em 2012. Faylan participou de eventos famosos de anisong, como Animelo Summer Live, nos anos de 2009, 2010 e 2011, além do Anisama Girls Night em 2010 (que teve um programa especial no site nipônico) e do Anisama in Shanghai, no mesmo ano. Também participou do ANIMAX MUSIX 2010 (spring), 2011 e 2013, além do SUPER GAME SONG LIVE 2012 (NEW GAME). Ela também participou dos eventos Lantis Matsuri, de 2009, 2014 e 2019 (respectivamente, 10, 15 e 20 anos da empresa) e do S-Inc Matsuri de verão e inverno do ano de 2015, junto de Hiromi Satou, Myu, Emi Nitta e Shouta Aoi. Além do Japão, ela já se apresentou em países como Hong Kong, Alemanha, Chile e México.
No dia 1.º de setembro de 2015, anunciou em seu blog que seu nome seria escrito como Faylan, e não como 飛蘭, usando os caracteres chineses. Em 2016, Hiromi Satou anunciou que Faylan entraria em um hiato prolongado devido a uma doença autoimune. Esse hiato terminou em outubro do mesmo ano.
Desde 2017, ela faz anualmente um concerto especial de aniversário. Devido à pandemia da COVID-19, o evento não foi realizado em 2020. No lugar, os fãs assistiram juntos ao DVD de sua segunda tour, HAPPY SOUL DANCE e comentaram ao vivo no Twitter.
Faylan mantém sua conta do Twitter ativa para se comunicar com os fãs, e também atualiza seu blog do Ameblo em momentos especiais. Atualmente, ela participa junto de Hiromi Sato de um programa na rádio FM Iwate, 'Yoriko no Uta Raji', onde ela já falou sobre sua história e sobre como ela se sentiu durante seu debut. Em 19 de julho de 2023, ela abriu uma conta oficial no Instagram (@faylan_s)  e anunciou que faria uma live no dia 22 de Setembro de 2023, às 19h (no Japão) para comemorar seus 14 anos de carreira. Mais uma live foi feita no dia 23 de dezembro para comemorar o Natal.
Em 2024, Faylan alterou o seu usuário do Twitter (agora X) para @faylan_faylan.

Faylan também lançou um site especial para comemorar seus 15 anos de carreira e realizou um fanmeeting em abril. Na mensagem do site, ela escreve:
"Com o apoio de todos vocês, estou comemorando 15 anos este ano. São 15 anos caminhando ao lado de todos vocês, aprendendo muitas coisas. Muito obrigada mesmo! Não considero isso como algo óbvio, mas sim como um milagre que vivi. Continuarei cantando com novos sentimentos daqui para frente.
O sorriso de vocês é minha energia. Meu objetivo é fazer com que o maior número possível de pessoas sorria através da música, enquanto mantenho o melhor sorriso naturalmente. Continuarei entregando minha música, minha voz e minhas palavras!
Por favor, aguardem com expectativa!

Faylan"
Em 20 de Julho, comemorou os 15 anos com um show. Nele, anunciou ser casada e ter uma criança.

## Nome verdadeiro
Apesar de ser creditada online como Masami Seki, Faylan tinha comentado apenas uma vez sobre isto. Em seu blog, no dia 24 de novembro de 2014, após um show onde cantou a música Endless sorrow, ela escreve:
"[...] Na verdade, isto me traz ansiedade. Veja, por ser uma música da época que eu usava o nome MASAMI, algumas pessoas talvez fiquem confusas quando a Faylan aparecer no palco... claro, eu imagino que muitas pessoas já saibam disso, mas ainda, eu sinto esta estranha tensão e começo a sentir pânico. [...]" 
No entanto, em 2024, após fãs comentarem sobre ainda ouvirem as músicas lançadas na época que usava o nome MASAMI, Faylan postou no seu Instagram (faylan_s) fotos de uma festa de aniversário sua (celebrando atrasado com os amigos), onde está escrito Masami no bolo e na decoração. Previamente, ela tinha coberto com aplicativos de edição os seus bolos de aniversário que continham seu nome real. Na legenda, ela escreve
"Vou postar sem esconder porque eu tenho músicas lançadas no nome Masami (risos) [...]." Confirmando, assim, que este é o seu nome real.

## Discografia

### Singles[26]
- "Gekka no Rasen" (月華の螺旋), 6 de abril de 2007
- "mind as Judgment" – 22 de julho de 2009
- "I Sing by My Soul" – 11 de novembro de 2009
- "Errand" – 27 de janeiro de 2010
- "SERIOUS-AGE" – 26 de maio de 2010
- "Senjou ni Saita Ichirin no Hana" (戦場に咲いた一輪の花) – 21 de julho de2010
- "Last Vision For Last" – 27 de outubro 2010
- "Honnou no DOUBT" (本能のDOUBT) – 24 de novembro 2010
- "Shuumatsu no Fractal" (終末のフラクタル) – 26 de janeiro de 2011
- "Rasen, Arui wa Seinaru Yokubou" (螺旋、或いは聖なる欲望) – 27 de abril de 2011
- "Tomoshibi" (灯-TOMOSHIBI-)– 25 de maio de 2011
- "Blood teller" – 9 de novembro de 2011
- "Dead END/Sōkyū no Hikari" (蒼穹の光) – 25 de janeiro de 2012
- "WHITE justice" – 23 de maio de 2012
- "Realization" – 8 de agosto de 2012
- "God FATE" – 23 de janeiro de 2013
- "wonder fang" – 24 de julho de 2013
- "Blue Blaze" – 23 de outubro de 2013
- "Yasashisa no Tsubomi" (優しさの蕾) – 30 de abril de 2014
- "Tokyo Zero Hearts" (東京ゼロハーツ) – 30 de julho de 2014
- "BLUE desire/BLAZBLUE ~ Soukou-Hikari- no Mukou e~" (BLUE desire ／ BLAZBLUE 〜蒼光-ヒカリ-の向こうへ〜) – 20 de novembro de 2018

Lançamentos fora de seus CDs
Como MASAMI
- farewells – 26 de junho de 2002
- feel love – 26 de setembro de 2003
- Endless sorrow em SAGA PLANETS Vocal Collection Best – 24 de junho de 2005

Como 飛蘭
- Hatagami - Kishin - Theme Song (機神 -Kishin- テーマソング) – 2003
- GO WAY!! – 2004
- Just believe in love – 24 de março de 2005
- Futari no stage ~yuugure ni kimi to ~ (二人のステージ 〜夕暮れに君と〜) – 2005
- Tamashii hibiki (魂響) – 27 de maio de 2005
- Never Slash!! – 17 de março de 2006
- Reconquista – 22 de junho de 2007
- Chinkon no tabi e (鎮魂の旅へ) – 25 de dezembro de 2008
- if – 25 de dezembro de 2008
- Reincarnation – 2008
- Reincarnation -Last harmony- ft. yozuca* – 2008
- mind as Judgment ~ballad~ – 11 de novembro de 2009
- MY REAL – 11 de novembro de 2009
- Kibou no Sora (希望の空) – 11 de novembro de 2009
- Live in Despair – 21 de julho de 2010
- Protect my world – 2010
- evolution ~for beloved one~ – 23 de junho de 2010 (Vários artistas)
- Tengoku to jigoku no tanshi kyoku (天国ト地獄ノ譚詩曲) – 25 de agosto de 2010
- REAL LOVE ~tamashii no hi wo tsukete~ (REAL LOVE ~魂に火をつけて〜) – 25 de agosto de 2010
- Antiphona – 27 de outubro de 2010
- Nettaiya Girls (熱帯夜Girls) – 2 de novembro 2010 (Anisama Girls Night)
- G.F.N (Girls Friday Night) – 2 de novembro de 2010 (feat. Masami Okui e Asami Shimoda)
- Super ☆ Affection (すーぱー☆あふぇくしょん) (feat. Kuribayashi Minami, Miyuki Hashimoto, Misato Aki, yozuca* e rino) – 21 de setembro de 2011
- Fly high ~tsubasa no kioku~(Fly high 〜ツバサノキオク〜) (feat. Kuribayashi Minami, Miyuki Hashimoto, Misato Aki, yozuca* e rino) – 21 de setembro de 2011
- THIS ILLUSION -10th moon harmony (LR Harmony) – 6 de junho de 2012
- mind as Judgment ~Heart of Magic Garden ver.~– 27 de junho de 2012
- Witch's Garden (feat. Hiromi Satou) – 28 de novembro de 2012
- Hajimari no toki, anata to (始まりの詩、あなたと) – 2014
- THE ENDING – 2014
- NEVER END – novembro de 2014
- Starting STYLE!! (Lantis' artists) – 10 de setembro de 2014
- HOLY BREAKER! – 27 de fevereiro de 2015
- invisible – 27 de fevereiro de 2015
- Shintaku no Conductor (神託のConductor) feat. AiRI  – 12 de agosto de 2015
- Crazy World  – 2015
- Labyrinth  – 2015
- Fight  – 2015
- Rise for world  – 2015
- Metamorphose  – 2015

Como Faylan
- OH,MY GOD! in PARADISE  – 23 de novembro de 2016
- Rash and Rush -Mugen Kidou- (Rash and Rush -無限軌道-) – 27 de outubro de 2017
- Starting STYLE!! 2019 (Lantis' artists)  – 23 de março de 2019
- Aka to kuro to hohoemi no kanzen naru shihai (赤と黒と微笑みの完全なる支配) – 28 de dezembro de 2019
- Wonderful Days! – 28 de dezembro de 2019
- hello! new world – 9 de fevereiro de 2020
- Aim and LOCK ON! – 30 de abril 2021
- Badge & Dagger – 16 de julho de 2021
- Disillusion (東方LostWord feat.Faylan × Alstroemeria Records) – 29 de junho de 2022
- GLITCH – 6 de outubro de 2022
- Chuu no chinkonka -the requiem of the cosmos- (宙の鎮魂歌-the requiem of the cosmos-) feat. Faylan by Iced Blade – 11 de fevereiro de 2023
- Variable Impulse – 30 de março de 2023
- Path to glory - lançamento em 2024[28]

Covers
- Z toki wo koete (Ζ・刻を越えて)
- Velocity of sound
- Collective
- Maybe it was fated
- INFINITE SKY

### Álbuns
Polaris (2010)
ALIVE (2011)
PRISM (2013)
-Zero Hearts- (2015)
Álbuns Cover
FAYvorite (2014)
Best Album
mind as ROCK! (2019)
Videoclipes
- Animesong All Stars ~Imagine
- evolution ~for beloved one~
- Shuumatsu no Fractal (終末のフラクタル)
- Rasen, Arui wa Seinaru Yokubou (螺旋、或いは聖なる欲望。)
- Tomoshibi (灯-TOMOSHIBI-)
- Blood teller
- Dead END
- WHITE justice
- Realization
- BLUE BLAZE
- Ai wo Torimodose (Short ver.)
- Tokyo Zero Hearts (15 seconds)
- Starting STYLE!!
- mind as ROCK!
- Starting STYLE!! 2019
- Variable Impulse  
Turnês (Álbuns)
- 飛蘭 -THE LIVE 01-
  - 28 de junho de 2010：Shibuya O-WEST
- 飛蘭 LIVE TOUR 01 -Polaris-
  - 27 de novembro de 2010：大阪 FANJ twice
  - 28 de novembro de 2010：名古屋 ell.FITS ALL
  - 4 de dezembro de 2010：Shibuya O-EAST
- 飛蘭 LIVE TOUR 02 -HAPPY SOUL DANCE-
  - 14 de maio de 2011：HEAVEN'S ROCK Kumagaya VJ-1
  - 15 de maio de 2011：名古屋クラブクアトロ
  - 21 de maio de 2011：横浜SUNPHONIX HALL
  - 28 de maio de 2011：Shibuya O-EAST
  - 3 de junho de 2011：KYOTO MUSE
  - 5 de junho de 2011：心斎橋クラブクアトロ
- 飛蘭 LIVE TOUR 03 -ALIVE-
  - 4 de fevereiro de 2012：仙台 CLUB JUNK BOX
  - 11 de fevereiro de 2012：名古屋 ell.FITS ALL
  - 12 de fevereiro de 2012：umeda AKASO
  - 18 de fevereiro de 2012：東京LIQUID ROOM
- 飛蘭 LIVE TOUR 04 -PRISM
  - 22 de junho de 2013：名古屋 ell.FITSALL
  - 23 de junho de 2013：大阪 umeda AKASO
  - 29 de junho de 2013：新宿 BLAZE
- 飛蘭デビュー5周年記念ワンマンライブ -FAYLAND-
  - 3 de outubro de 2014：Zepp Tokyo
- 飛蘭LIVE TOUR 05 -Zero Hearts-
  - 25 de abril de 2015：大阪 エサカミューズ
  - 26 de abril de 2015：愛知 エルフィッツオール
  - 4 de maio de 2015：東京 リキッドルーム
- Faylan 10th Anniversary Live 「mind as ROCK!」
- 19 de outubro de 2019：渋谷 TSUTAYA O-WEST

Eventos de Aniversário
- Faylanお誕生会2017
  - 21 de maio de 2017：池袋AppleJump
- FaylanバースデーLIVE 2018
  - 6 de maio de 2018：恵比寿CreAto
- Faylanお誕生会2019
  - 12 de maio de 2019：グレースバリ新宿本店
- Faylan バースデーイベント2021
  - 8 de maio de 2021：東京 大塚Deepaより TwitCasting 配信
- Faylanお誕生会 -2022年もお祝いしてね-
  - 15 de maio de 2022：渋谷 晴れたら空に豆まいて
- Faylanお誕生会 -2023年もお祝いしてね-
  - 20 de maio de 2023：渋谷 晴れたら空に豆まいて